# Doug Viney
Doug "Vicious" Viney (Auckland, 20 november 1976) is een Nieuw-Zeelands professionele zwaargewicht bokser- en kickbokser. Hij is beter bekend onder de naam Vicious en hij heeft in 2007 de "K-1 World GP" in Las Vegas gewonnen.

## Titels
- 2007 K-1 World Grand Prix in Las Vegas Champion
- 2004 Athens Summer Olympian
- 2004 Oceania Amateur Heavyweight Boxing Champion
- 2001 K-1 New Zealand Grand Prix Champion
- 2000 NZ Cruiser Weight Boxing Champion